# Serrulus sinicus
Serrulus sinicus es una especie de coleóptero de la familia Passalidae.

## Distribución geográfica
Habita en China.